# 獅紋尖條鰍
獅紋尖條鰍（學名：Oxynoemacheilus leontinae），為輻鰭魚綱鯉形目條鰍科尖條鰍屬的其中一種。分布於亞洲以色列、約旦、黎巴嫩的利塔尼河流域，棲息在河川底層水域，體長可達6.4公分，生活習性不明。

## 扩展阅读
維基物種上的相關：獅紋尖條鰍